# Aiguamolls de l’Empordà
Aiguamolls de l’Empordà (‚Sümpfe des Empordà‘) ist die Bezeichnung für ein unter Naturschutz stehendes Feuchtgebiet in der Region Empordà in Katalonien, entstanden vor allem durch den finalen Flussverlauf der Flüsse Fluvià und La Muga. Insgesamt umfasst der Parc Natural dels Aiguamolls de l’Empordà eine Fläche von etwa 4.824 Hektar, die seit 1983 gesetzlich unter Naturschutz stehen. Dabei spielt vor allem der ornithologische Artenreichtum eine Rolle, denn viele Zugvögel nutzen das Gebiet als Rastzone auf ihren Migrationen zwischen Europa und Afrika.

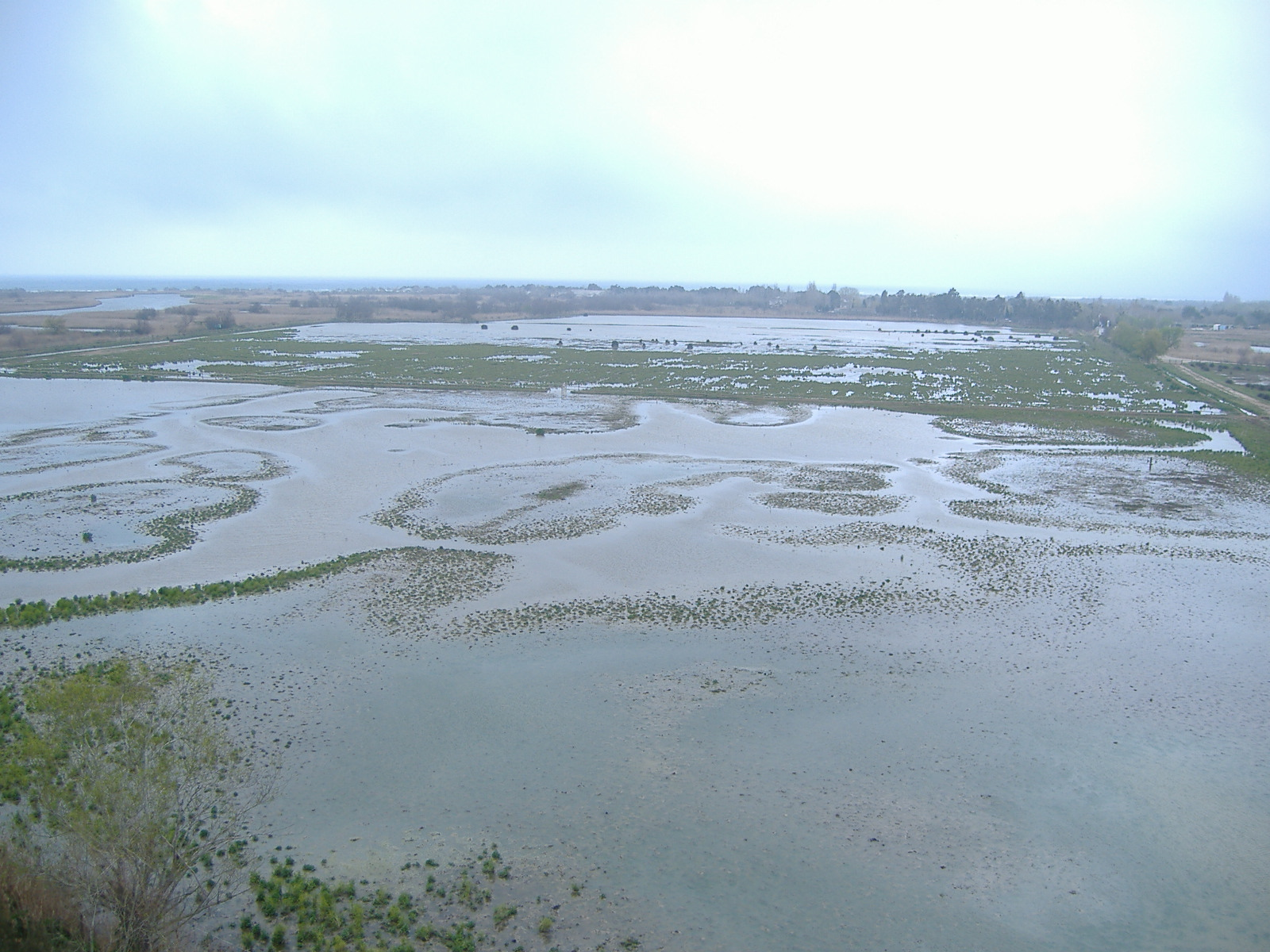
Die Aiguamolls de l’Empordà

Neben der Mündung des Flusses Ebro, ist dieses Feuchtgebiet eines der wichtigsten in Katalonien.
Neun Gemeinden sind von den Naturschutzregelungen betroffen: Pau, Roses, Pedret i Marzà, Peralada, Palau-saverdera, L’Armentera, L’Escala, Sant Pere Pescador und Castelló d’Empúries.
Im Jahr 1995 begann die Parkverwaltung mit der Wiederansiedlung des Fischotters in den Flüssen Fluvià und La Muga.

## Galerie

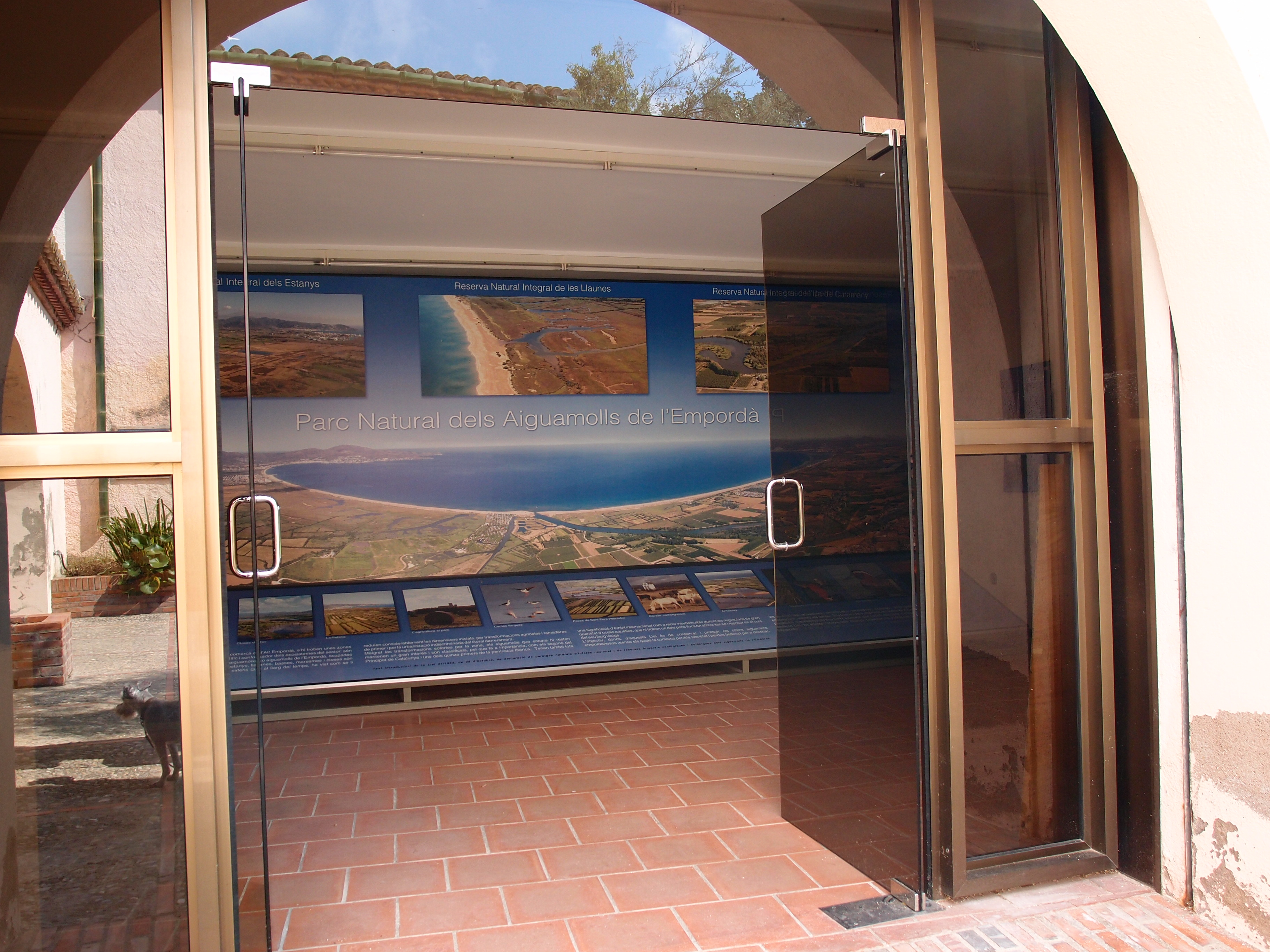
Eingangsportal zum Ausstellungsgebäude
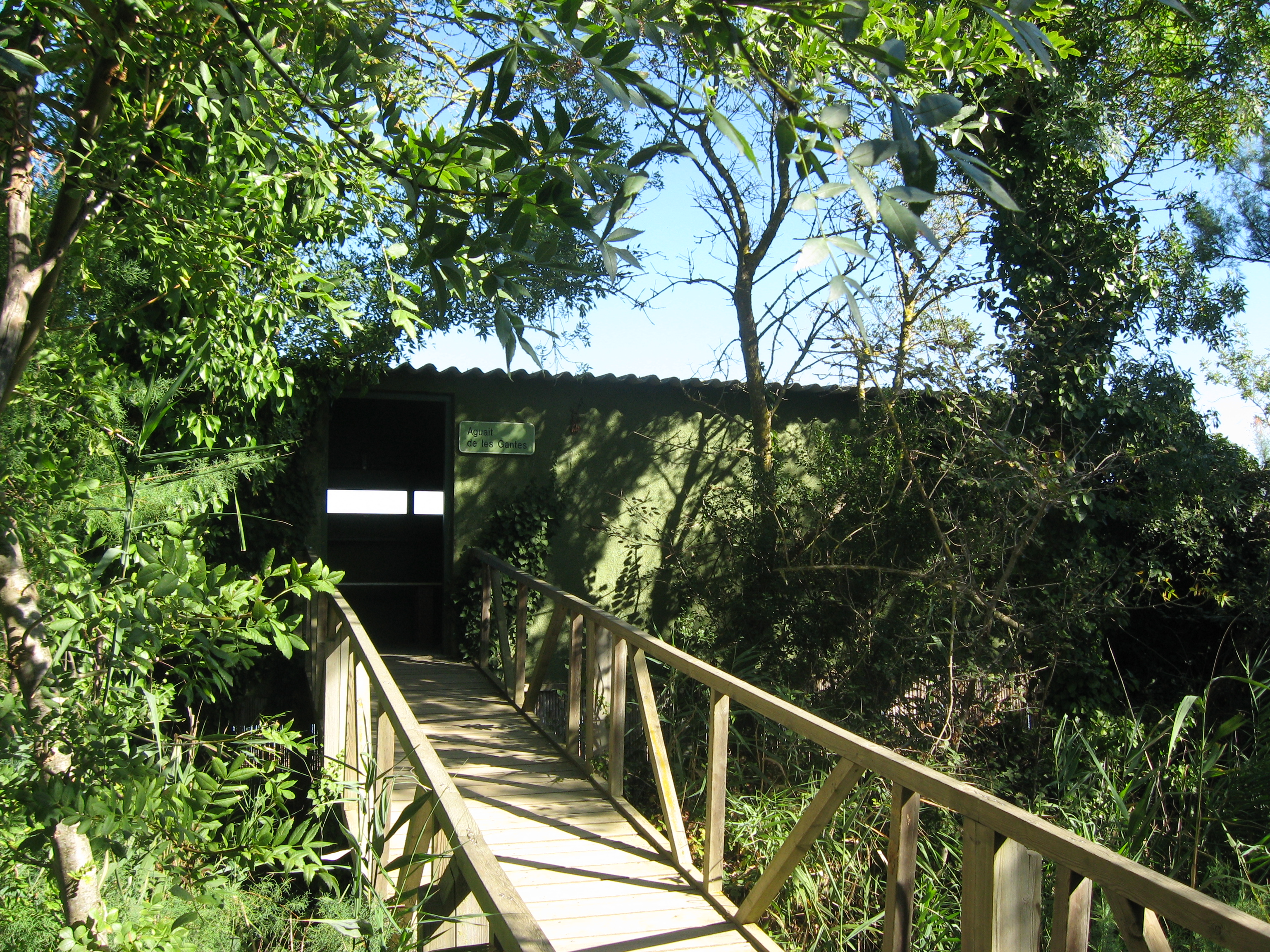
Observationshütte
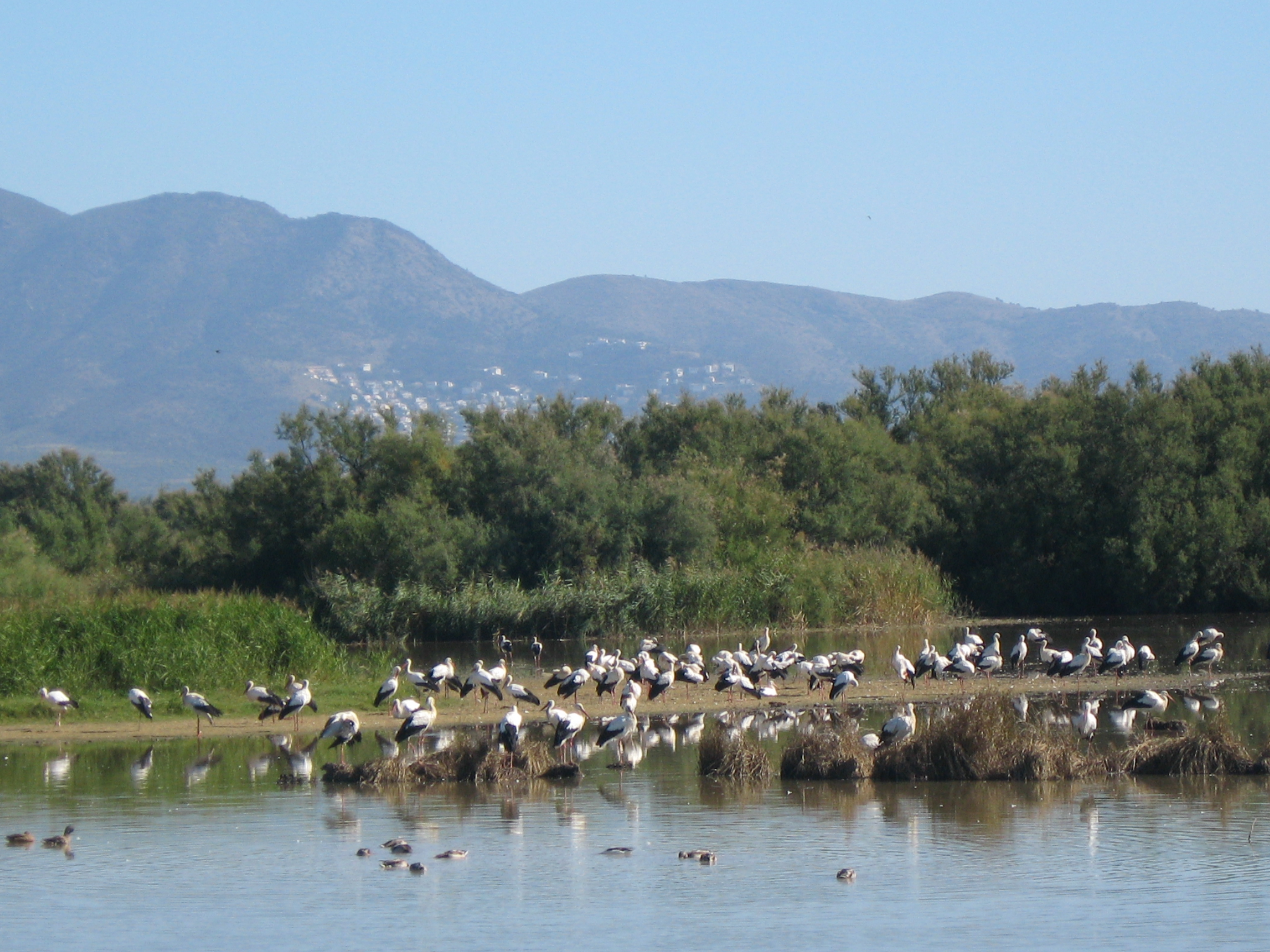
Weißstörche und Wasservögel
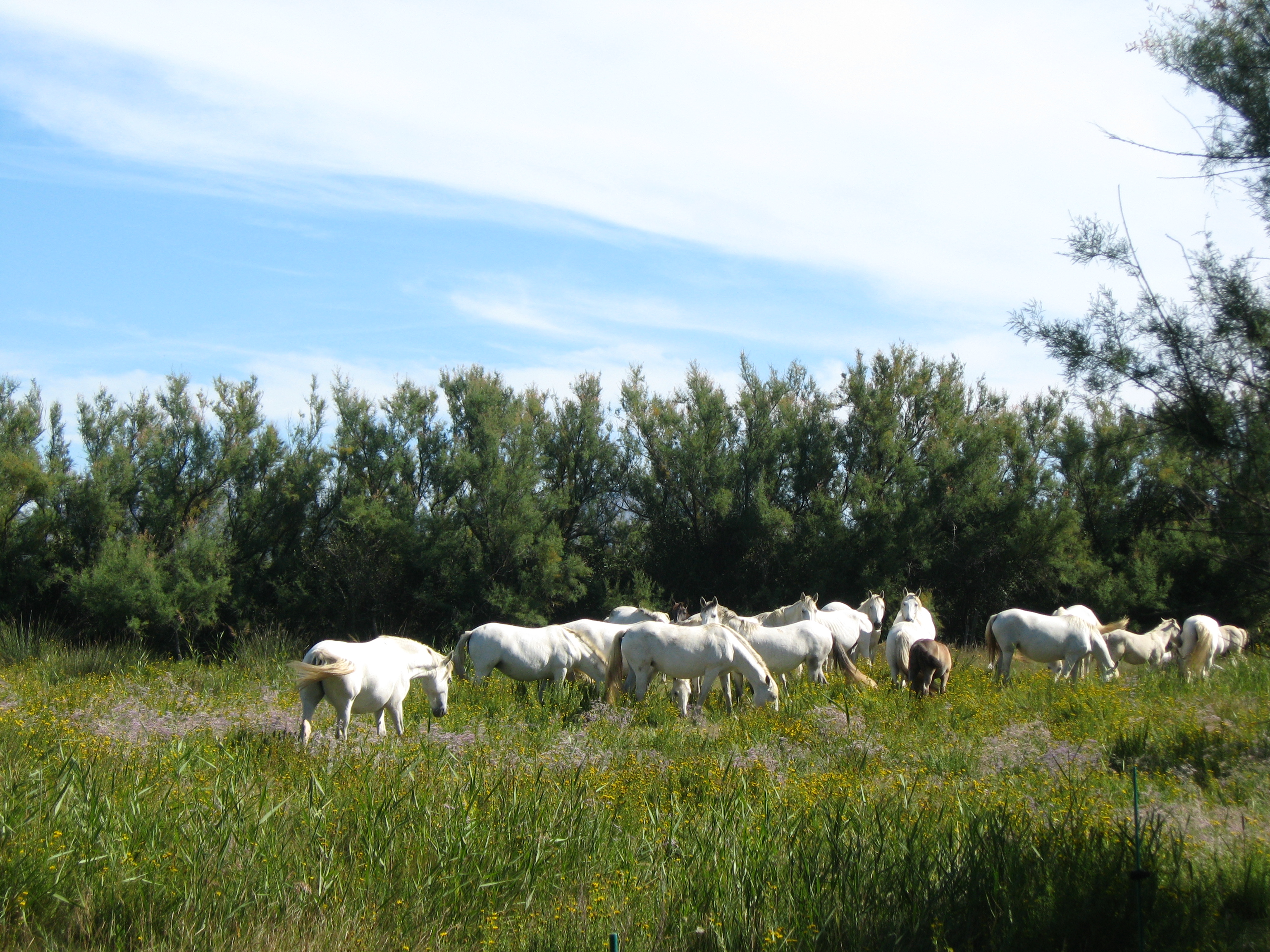
Camargue-Pferde